# Anelosimus rabus
Anelosimus rabus là một loài nhện trong họ Theridiidae.
Loài này thuộc chi Anelosimus. Anelosimus rabus được Herbert Walter Levi miêu tả năm 1963.